# Vadzim Kaptur
Vadzim Aliaxandravich Kaptur –en bielorruso, Вадзім Аляксандравіч Каптур– (Minsk, URSS, 12 de julio de 1987) es un deportista bielorruso que compitió en saltos de plataforma.
Ganó cinco medallas en el Campeonato Europeo de Natación entre los años 2008 y 2015.

## Palmarés internacional
| Campeonato Europeo | Campeonato Europeo       | Campeonato Europeo | Campeonato Europeo     |
| Año                | Lugar                    | Medalla            | Prueba                 |
| ------------------ | ------------------------ | ------------------ | ---------------------- |
| 2008               | Eindhoven (Países Bajos) | Medalla de plata   | Plataforma 10 m sincro |
| 2010               | Budapest (Hungría)       | Medalla de bronce  | Plataforma 10 m        |
| 2010               | Budapest (Hungría)       | Medalla de bronce  | Plataforma 10 m sincro |
| 2014               | Berlín (Alemania)        | Medalla de plata   | Plataforma 10 m sincro |
| 2015               | Rostock (Alemania)       | Medalla de bronce  | Plataforma 10 m        |